# Gemünd (Schleiden)
Gemünd is een plaats in de Duitse gemeente Schleiden, deelstaat Noordrijn-Westfalen, en telt 4130 inwoners (2007).
Nabij Gemünd ligt de Ordensburg Vogelsang. Dit complex werd tussen 1934 en 1936 aangelegd en werd door de NSDAP gebruikt als opleidingskamp. Tegenwoordig is het een museum.
Bij de overstromingen in Europa in juli 2021 kwam het in het centrum van Gemünd, waar de rivieren Olef en Urft samenkomen, tot grote schade.

## Foto's

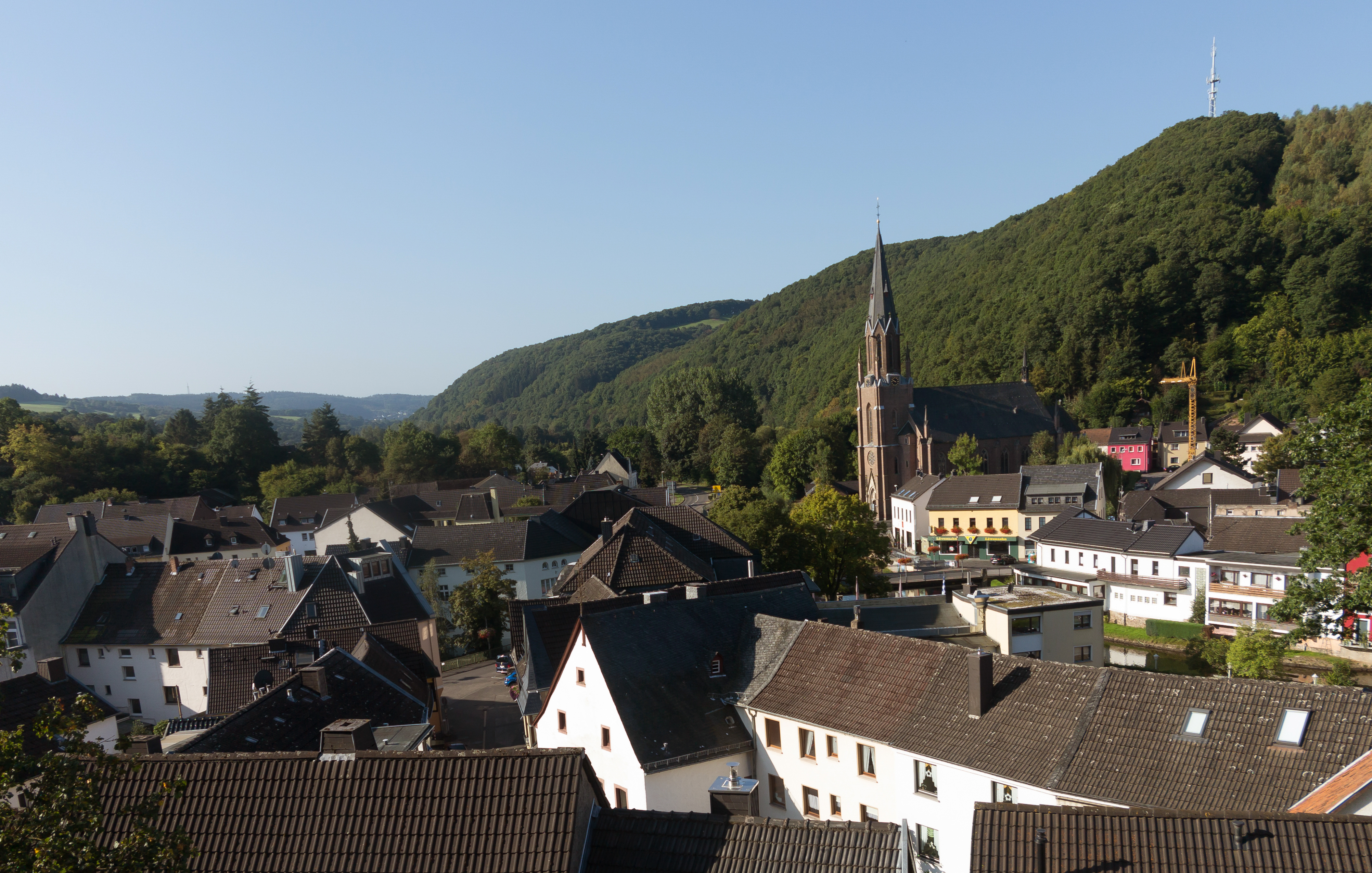
Gemünd, dorpsgezicht
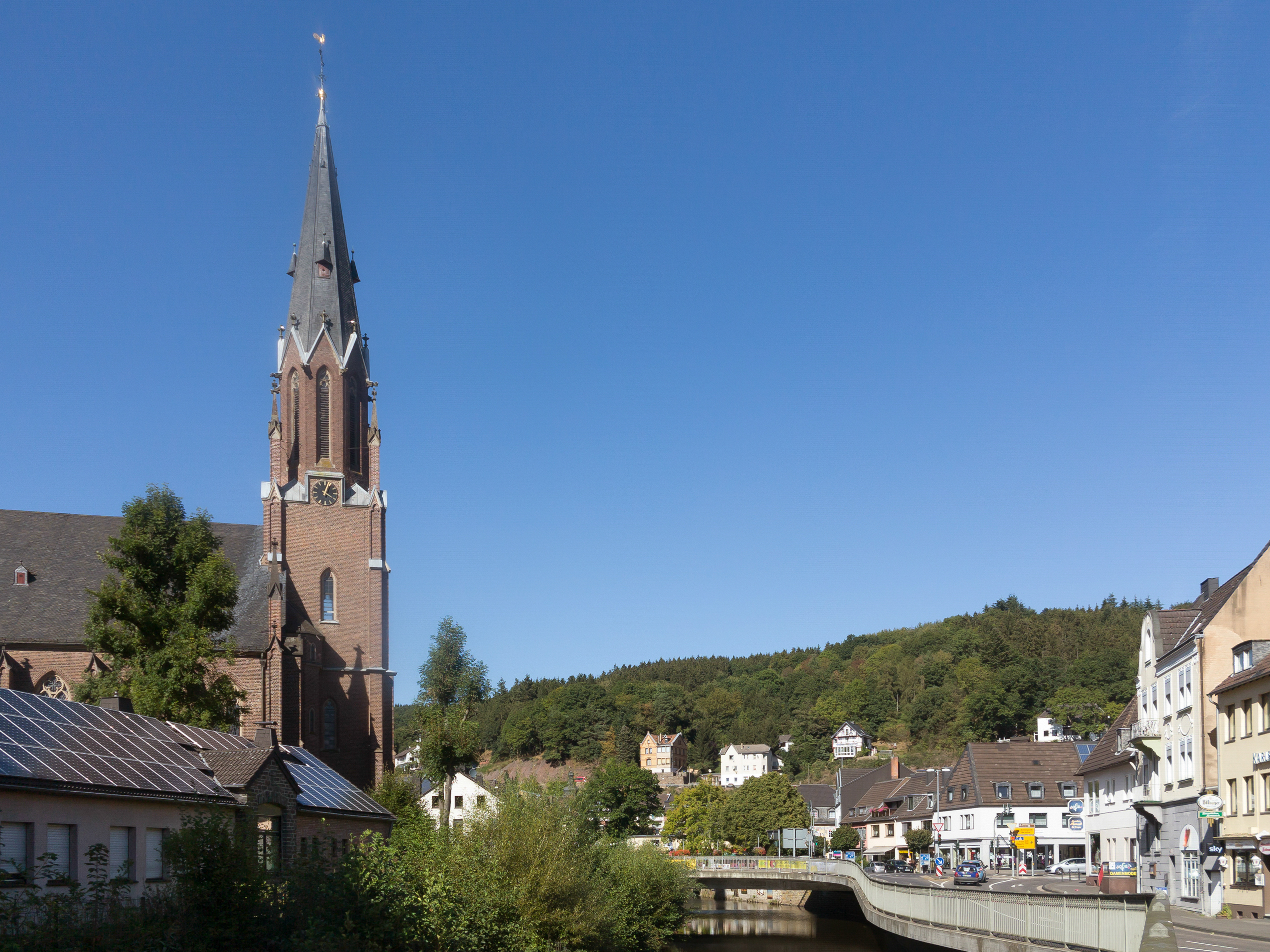
Gemünd, de Sankt Nikolaus Kirche
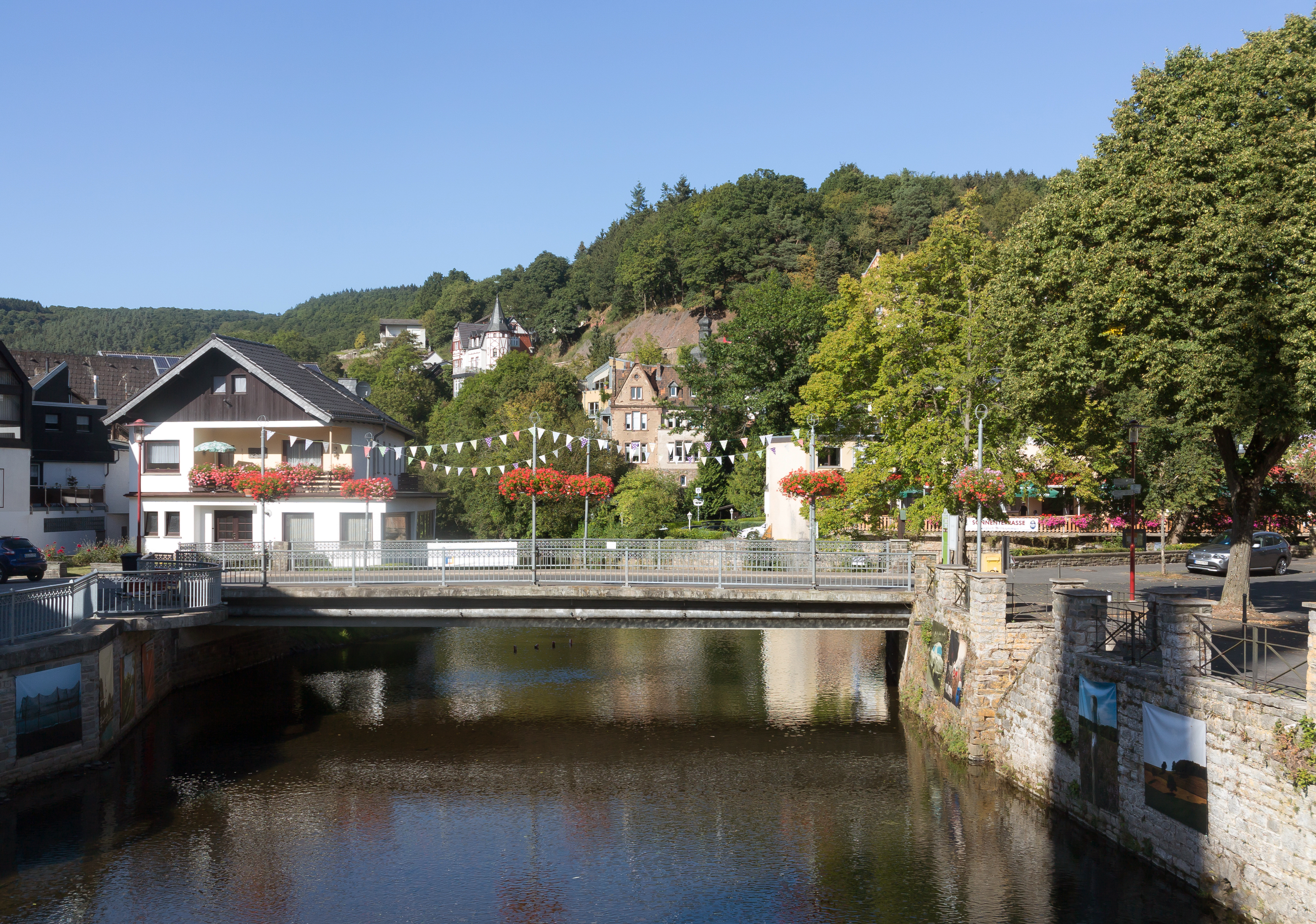
Gemünd, brug over de Urft
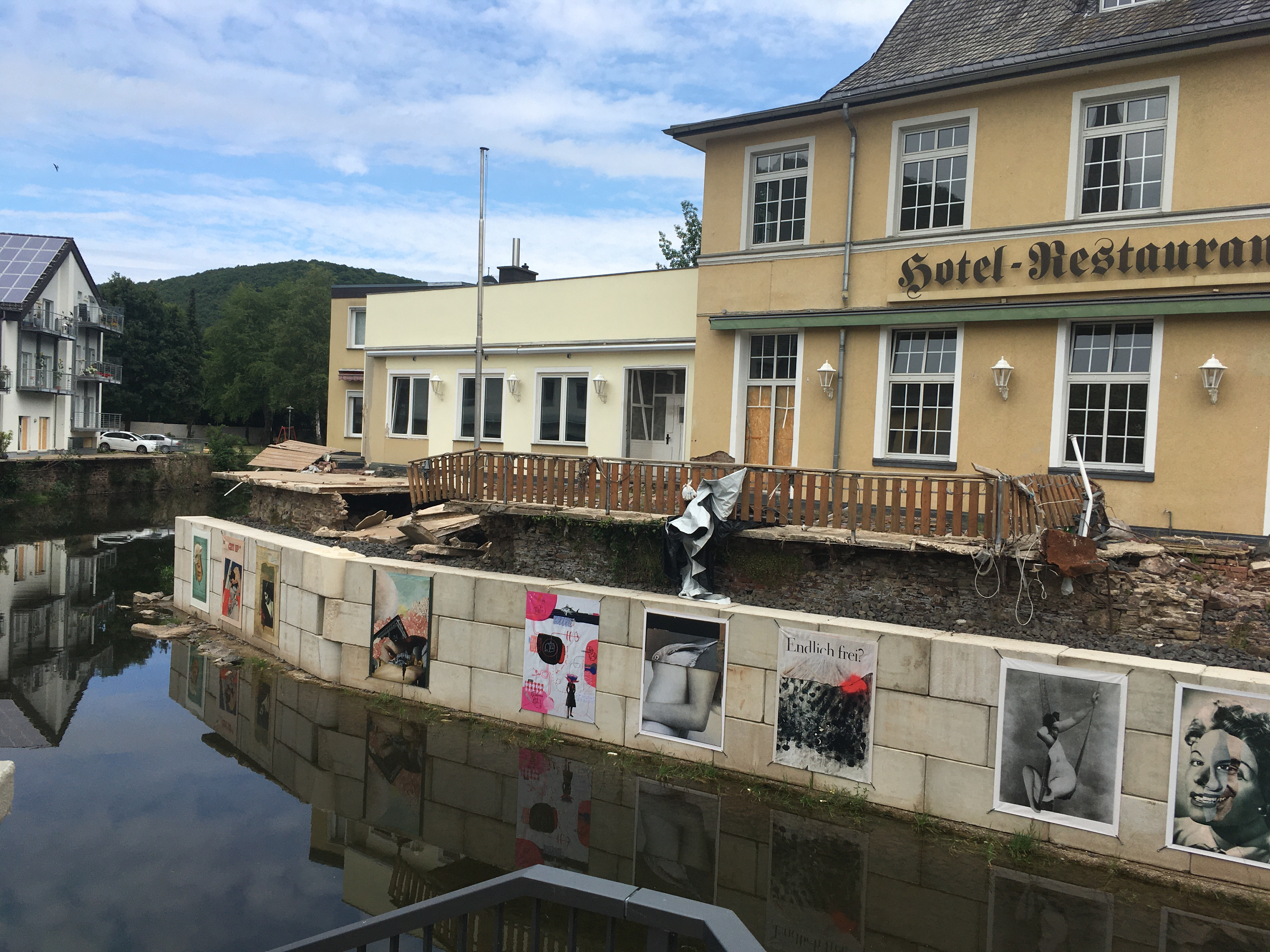
Zichtbare schade aan de kade, een jaar na de overstroming van 2021

## Bekende inwoners
- Georg Keßler, voetballer, -coach en enige tijd bondscoach van het Nederlands elftal